# 三氟氯甲烷
三氟氯甲烷，别名氟利昂-13，分子式CF3Cl。
在中国，它于2010年1月1日被禁止生产和使用。

## 性质
无色有类似醚臭味的气体，比空气重。不可燃。人体吸入后有中等毒性，对粘膜微有刺激性。
- 临界温度 28.9°C
- 临界压力 3.87 MPa

## 制备
由二氟二氯甲烷与氟化氢在氯化铝催化下进行反应，再经碱洗、干燥、压缩、分离和精馏而制得。
{\displaystyle \ CCl_{2}F_{2}+HF\ {\xrightarrow {AlCl_{3}}}\ CClF_{3}+HCl}

## 用途
用作超低温致冷剂，与一氟二氯甲烷共同用于超低温制冷装置中。